# Lycium europaeum
Espèce
Classification APG III (2009)
Le lyciet d'Europe (Lycium europaeum)  ou olivet est un arbrisseau épineux de la famille des Solanaceae,originaire du pourtour de la Méditerranée. Avec Lycium barbarum et Lycium chinense, c'est une des trois espèces cultivée en France. Il est parfois appelé couronne du Christ ou jasmin bâtard.

## Description
Le lyciet d'Europe est un arbrisseau de 1 à 3 mètres de haut, assez touffu, à rameaux raides, non pendants, très épineux, à épines courtes (1 cm max.) et robustes. Les bourgeons caractéristiques ressemblent à de petits choux-fleurs de 1-3 mm, perpendiculaires au rameau et portant de  nombreuses écailles blanchâtres.
Les feuilles d'un vert grisâtre sont un peu charnues, oblongues-lancéolées ou spatulées, longuement atténuées à la base. Elles sont rassemblées en fascicules de 2 à 4. 
Les fleurs sont blanchâtres ou rosées, veinées en réseau. Elles portent un calice très court (2 mm), à 5 dents presqu'égales et une corolle 4 à 5 fois plus longues. Les étamines sont en général saillantes.
Le fruit est une baie subglobuleuse, rouge ou orangée.

## Écologie
Le lyciet d'Europe est réparti dans tous les pays du pourtour méditerranéen.  
Il pousse dans les haies, les broussailles, sur le bord des chemins, les groupements rudéralisés.
Le lyciet d'Europe est planté en haie dans les jardins.

## Histoire
Au IVe siècle avant notre ère, le botaniste grec Théophraste puis, au Ier siècle de notre ère, Dioscoride et Pline l'Ancien ont décrit des arbustes épineux que l'on pense être des Lycium. Dans Histoire naturelle, livre XXIV, Pline rapporte :

« Parmi les espèces de ronces il en est une que les Grecs appellent rhamnos, plus blanche... Une autre espèce, sauvage, est plus foncée et légèrement rougeâtre et porte des sortes de bourses. Avec sa racine bouillie dans de l'eau on fait un médicament appelé lycium. La graine fait sortir l'arrière-faix... Les feuilles de l'une et l'autre espèce, aussi bien crues que bouillies, s'emploient en application avec de l'huile. »

Pour Jacques André, le traducteur de Pline, « il semble que ce soit le lyciet ou olivet, couronne du Christ ».
En France, durant les siècles passés, le lyciet d'Europe, appelé à cette époque 'jasminoïde', servait à faire des haies.

## Utilisations
- Le lyciet d'Europe sert à faire des haies impénétrables.

- D'après François Couplan[5] « Les jeunes feuilles des L. barbarum (lyciet d'Europe) - région méditerranéenne-...ont été consommées cuites. En Sicile, le lyciet d'Europe est cuit à l'eau et mangé avec de l'huile d'olive et du citron ou poêlé avec des œufs et des oignons. Les petites baies rouges du L. europaeum, sucrées mais fades, ont été consommées, cuites en Inde et en Afrique du Nord ».

Il nous met cependant en garde « Mais les fruits de plusieurs lyciets - dont L. europaeum et barbarum- contiennent des saponines et de la solanine : ils ont parfois été cause d'empoisonnements semblables à ceux que provoquent les morelles (cf Solanum), du moins à l'état cru ».  Il convient donc d'attendre qu'ils soient bien mûrs pour les consommer.
En 1823, le Dictionnaire des sciences naturelles notait « Dans les campagnes aux environs d'Aix et de Montpellier, on mange ses jeunes pousses avec de l'huile et du vinaigre, comme des asperges; et les feuilles sont mises en salades. On en fait les mêmes usages en Espagne ».